# Benthalbella dentata
Benthalbella dentata är en fiskart som först beskrevs av Chapman, 1939.  Benthalbella dentata ingår i släktet Benthalbella och familjen Scopelarchidae. Inga underarter finns listade.